# Сеймен (вилает Родосто)
Вижте пояснителната страница за други значения на Сеймен.
Сеймен (на турски: Seymen) е село в Източна Тракия, Турция, Околия Чорлу, Вилает Родосто.

## География
Селото се намира на 15 километра югоизточно от околийския център Чорлу, на 27 километра западно от Силиврия (Силиври) и на 54 километра източно от Родосто (Текирдаг).

## История
В 19 век Сеймен е българско село в Цариградския вилает на Османската империя. Статистиката на професор Любомир Милетич от 1912 отбелязва Пуюк Сеймен като българско село.
При избухването на Балканската война в 1912 година двама души от Сейменли са доброволци в Македоно-одринското опълчение.
Българското население на Сеймен се изселва след Междусъюзническата война в 1913 година.

## Личности
Родени в Сеймен
- Костадин Иванов Митев (1887 – ?), македоно-одрински опълченец, 1 рота на 5 одринска дружина[3]
- Христо Георгиев (1890 – ?), македоно-одрински опълченец, 1 рота на 5 одринска дружина, ранен, носител на орден „За храброст“ IV степен[4]